# Alexandre Carvalho
Alexandre Carvalho é um diretor, cineasta e produtor de cinema brasileiro.

## Carreira
Mestre e graduado em cinema pela Universidade de São Paulo (ECA/USP), Alexandre dirigiu e pro o longa-metragem “Do Lado de Fora”, comédia que entrou em cartaz em mais de 20 cidades brasileiras em maio de 2014. Seleção Oficial do Festival de Taiwan. Foi diretor do documentário Virando Bicho (2012), seleção Geração do Festival do Rio e do Cinemaissi da Finlândia, entrou em cartaz em 10 cidades brasileiras.
Também dirigiu o longa-metragem de ficção Fluidos (2010), seleção Novos Rumos do Festival do Rio e do Festival de Língua Portuguesa de Toronto. Criador do Cinevivo, experiência inédita de longa-metragem realizado e apresentado ao vivo e fundador da produtora brasileira ASC audiovisual. Alexandre  atua como diretor de videoclipes, web shows e curtas  como Vila Prudente (2007) e Portas da cidade (2004), exibido em mais de 25 festivais e ganhador de 4 prêmios, entre eles de melhor documentário em New York. Em 2014 começou a dirigir o reality show exibido na internet “Academia de Drags”.